# Nampula-Tradition
Die Nampula-Tradition (benannt nach Nampula) ist die Bezeichnung für Keramik und eine damit verbundene vorgeschichtliche, eisenzeitliche Kultur im Norden von Mosambik, die in das erste Jahrtausend n. Chr. datiert. Es handelt sich um eine der frühsten ackerbautreibenden Kulturen in dieser Region. Obwohl diese Kultur von verschiedenen Fundplätzen bekannt ist, ist sie bisher doch wenig erforscht.
Die Nampula-Tradition wird in drei Phasen unterteilt und ist überwiegend im Landesinneren und nicht an der Küste von Nordmosambik belegt. In der Nampula A Phase ist die Keramik hauptsächlich mit eingeritzten Bändern verziert. Sie datiert in die erste Hälfte des ersten Jahrtausends. In Phase B, die ins sechste und siebente Jahrhundert datiert ist die Keramik meist mit eingedrückten Punktmustern verziert. Die Phase C datiert vom siebenten bis zum dreizehnten Jahrhundert. Die Keramik ist nun mit sich kreuzenden Strich- und Punktmustern dekoriert.
Hirse und Sorghum wurden angebaut, wobei unklar ist, ob dies die Hauptnahrungsquelle war.